# Heden (Faaborg-Midtfyn)
Heden is een plaats in de Deense regio Zuid-Denemarken, gemeente Faaborg-Midtfyn. De plaats telt 211 inwoners (2020).